# Lovedrive
Lovedrive vydané 25. února 1979, je šesté studiové album německé hardrockové/heavymetalové skupiny Scorpions.
Jde o první album s novým kytaristou Matthiasem Jabsem, který byl vybrán v polovině roku 1978, aby nahradil Uli Rotha, který Scorpions opustil. Jabs však od skupiny nakrátku odešel, čímž se uvolnilo místo pro Michaela Schenkera, který se pak objevil na třech skladbách z alba. Jabs se však po třech měsících vrátil a silně ovlivnil styl skupiny, který tak Scorpions přiblížil zvuku skupiny Van Halen.
Obal alba, vytvořený britskou návrhářskou skupinou Hipgnosis způsobil mnoho kontroverzí a nakonec se musel prodávat v papírovém obalu. Časopis Playboy ho roku 1979 označil za "Best album sleeve of 1979".

## Seznam skladeb
1. "Loving You Sunday Morning" (R.Schenker/K.Meine/H.Rarebell) – 5:36
2. "Another Piece Of Meat" (R.Schenker/H.Rarebell) – 3:30
3. "Always Somewhere" (R.Schenker/K.Meine) – 4:56
4. "Coast To Coast" (R.Schenker) – 4:42
5. "Can't Get Enough" (R.Schenker/K.Meine) – 2:36
6. "Is There Anybody There?" (R.Schenker/K.Meine/H.Rarebell) – 4:18
7. "Lovedrive" (R.Schenker/K.Meine) – 4:49
8. "Holiday" (R.Schenker/K.Meine) – 6:22

## Sestava
- Klaus Meine – zpěv
- Matthias Jabs – kytara
- Rudolf Schenker – kytara
- Francis Buchholz – baskytara
- Herman Rarebell – bicí
- Michael Schenker – sólová kytara na stopách 2, 4 a 7